# لیبه ۷۶۹۶
سیارک ۷۶۹۶ (به انگلیسی: 7696 Liebe، نامگذاری:1988JD) هفت هزار و ششصد و نود و ششمین سیارک کشف شده‌است که در ۱۰ مه ۱۹۸۸ کشف شد.
قدر مطلق سیارک برابر ۱۳٫۶۰ است.